# Zygmunt Przyjemski
Zygmunt Przyjemski herbu Rawicz (ur.? – zm. 3 czerwca 1652 pod Batohem) – szlachcic z Wielkopolski, wojskowy, pisarz polny koronny i generał artylerii koronnej w latach 1650–1652.
W młodości walczył w wojnie trzydziestoletniej po stronie szwedzkiej, przypisuje mu się również służbę w armii francuskiej, jak i cesarskiej. Studiował w Orleanie, a po powrocie do Rzeczpospolitej był zaangażowany w werbunek żołnierzy dla Ludwika XIV. Od 1648 roku walczył przeciw powstańcom Bohdana Chmielnickiego. Trudno jednoznacznie określić, gdzie walczył, bowiem historycy często mylili go z jego bratem Krzysztofem, gdyż w źródłach obaj występowali najczęściej tylko pod nazwiskiem. 
Przypisuje mu się udział w obronie Zbaraża lub bitwie pod Zborowem, być może jednak nie uczestniczył w żadnym z tych starć. Odegrał za to ważną rolę w kampanii 1651 roku, szczególnie zaś w trzecim dniu bitwy pod Beresteczkiem. Umiejętnie kierował wówczas artylerią i wydatnie przyczynił się do zwycięstwa armii koronnej. Jako generał artylerii wprowadził do użytku nowy, lżejszy rodzaj działa regimentowego.
Walczył w bitwie pod Batohem, dostał się do niewoli i zginął w rzezi polskich jeńców.

## Życiorys

### Pochodzenie
Był synem podkomorzego kaliskiego Władysława Przyjemskiego i jego żony, Barbary z Leszczyńskich, miał trzech braci, Rafała, Krzysztofa i Andrzeja. Rodzina Przyjemskich należała do Jednoty Braci Czeskich, rodzice wyróżniali się gorliwością religijną, lecz zarówno Zygmunt, jak i Krzysztof oraz Andrzej, przeszli na katolicyzm, nie wiadomo jednak kiedy to nastąpiło.

### Wojna trzydziestoletnia i związki z Francją
Zapewne jak oni otrzymał staranne wykształcenie. Przypuszcza się, że w młodości wziął udział w wojnie trzydziestoletniej, w armii szwedzkiej księcia Bernarda weimarskiego. Niektóre opracowania podają, iż walczył w szeregach wojsk francuskich pod wodzą Kondeusza Wielkiego, jeszcze przed służbą dla Szwecji lub już po jej zakończeniu. Przypisuje mu się także doświadczenie wojskowe wyniesione z armii cesarskiej. W literaturze historycznej często jednak był mylony ze swoim bratem Krzysztofem, bowiem w źródłach obaj występowali najczęściej tylko pod nazwiskiem. 
Należały do niego części wsi Nowawieś, Czerniec i Ciemno w powiecie konińskim. Sprzedał w 1636 roku Krzysztofowi i możliwe, że zaraz potem wyjechał do Francji. W 1638 roku zapisał się na uniwersytet w Orleanie i dołączył tam do brata Andrzeja. Przypuszczalnie pozostał wraz z nim we Francji i po jakimś czasie wspólnie wrócili do Rzeczpospolitej.
W 1646 roku ambasador Nicolas de Flacelles de Brégny zawarł umowę z braćmi Przyjemskimi, Krzysztofem i Andrzejem, dotyczącą zwerbowania w państwie polsko-litewskim regimentu piechoty na służbę w armii Ludwika XIV. W jego organizację zaangażowany był również Zygmunt, który po wyjeździe do Francji pierwszej grupy żołnierzy, miał kontynuować zaciąg i później dołączyć z nowozaciężnymi do reszty oddziału.
Prócz tego, wedle Jana Widackiego, został jednym z oficerów, którzy na polecenie króla Władysława IV werbowali piechotę na przygotowywaną przez monarchę wojnę z imperium osmańskim. Były to jednak działania podjęte bez zgody sejmu i w związku z tym Przyjemskiego oskarżono o łamanie prawa przed Trybunałem Koronnym w Lublinie. Zagrożony karą śmierci został zmuszony do ucieczki.

### Walki w 1648 roku
Powstanie Chmielnickiego pokrzyżowało jego plany wstąpienia w szeregi armii Ludwika XIV. Drugi z francuskich ambasadorów, Louis d’Arpejon, wyraził zgodę na to, by regiment w sile 1200 ludzi przeszedł na służbę Rzeczpospolitej, przez trzy miesiące pozostając na żołdzie francuskim. Decyzja ta została potwierdzona przez dwór Ludwika XIV. Włodzimierz Dworzaczek podał, że w czerwcu 1648 roku jednostka Przyjemskiego została skierowana na Ukrainę, nie przytoczył jednak żadnych informacji na temat jej udziału w walkach. Natomiast wedle Jana Wimmera regiment nie zdążył dołączyć do armii koronnej, która następnie stoczyła bitwę pod Piławcami. W 1649 roku jednostka ta w sile 700 żołnierzy pozostawała w kompucie armii, ponadto Przyjemski przejął regiment dragonii po Andrzeju Koniecpolskim. 

### Walki w 1649 roku
Jednak jego udział w toczonych w tym roku walkach jest kwestią dyskusyjną. J. Wimmer, powołując się na przekazy kronik Wojciecha Radwańskiego i Wespazjana Kochowskiego, wymienił regiment piechoty Przyjemskiego jako jedną z jednostek broniących Zbaraża, zaś jego dragoni mieli się znaleźć w składzie odsieczy królewskiej dla oblężonych. W. Dworzaczek podał, że wiosną 1649 roku Przyjemski walczył w szeregach sił regimentarza Andrzeja Firleja – w czerwcu uczestniczył w wyprawie Samuela Koreckiego, która zakończyła się rozbiciem Kozaków pod Zwiahlem, a następnie brał udział w obronie Zbaraża, warowny obóz, który był oparciem dla armii koronnej został wytyczony wedle jego planów. Jego udział w walkach o Zbaraż przyjęto także w innych opracowaniach. Przypisywano mu przy tym (w ślad za m.in. Ludwikiem Kubalą) czyn jego brata Krzysztofa, również uczestnika obrony, który podczas szturmu 13 lipca powstrzymał ucieczkę oddziału piechoty węgierskiej, zabijając jej chorążego, a następnie poprowadził kontratak, zwieńczony odbiciem utraconych stanowisk.
Natomiast Władysław Serczyk w ogóle nie wymienił go w opisie oblężenia, pisząc jedynie o Krzysztofie Przyjemskim, którego w jednym miejscu określił mianem „generała artylerii”. Z kolei Wojciech Kucharski podał, że Zygmunt, wraz ze swym regimentem dragonii, uczestniczył w odsieczy dla Zbaraża i (przytaczając zdanie Tadeusza Wasilewskiego) dowodził, wespół z Zygmuntem Denhoffem, oddziałem wysuniętym w stronę sił kozackich. Następnie walczył w bitwie pod Zborowem. 14 sierpnia przed rozpoczęciem starcia, razem z generałem artylerii Krzysztofem Arciszewskim, prowadził naprawę mostów przez Strypę w Zborowie. W samej bitwie jego żołnierze byli przydzieleni do ochrony artylerii, a on sam był jednym z oficerów nadzorujących wznoszenie w nocy z 15 na 16 sierpnia umocnień polowych. Udział w walkach pod Zborowem przypisał mu także Romuald Romański.
Marek Rogowicz odrzucił w ogóle udział Zygmunta Przyjemskiego w obronie Zbaraża, wskazując na to, że tylko jedna relacja z epoki o tym mówi, a nie potwierdzają tego inne źródła. Co więcej wskazał, iż jeszcze 7 sierpnia 1649 roku organizował swój regiment w Wielkopolsce i ostatecznie nie zdążył dołączyć do sił odsieczy królewskim, więc nie był również pod Zborowem. Zdaniem badacza wyprawa pod Zwiahel i obrona Zbaraża były tylko udziałem Krzysztofa.
Po zakończeniu walk Zygmunt Przyjemski został wybrany posłem na sejm warszawski, który obradował na przełomie 1649 i 1650 roku. W trakcie obrad zastępował chorego marszałka izby poselskiej, Bogusława Leszczyńskiego. Znalazł się w otoczeniu Jana Kazimierza i został dworzaninem królewskim.

### Generał artylerii koronnej
4 lutego 1650 roku otrzymał dwa wysokie stanowiska wojskowe: generała artylerii koronnej (zwolnione po rezygnacji Arciszewskiego) oraz pisarza polnego koronnego po zmarłym Adamie Hieronimie Sieniawskim. Jako generał artylerii od razu zajął się dalszą rozbudową arsenału w Warszawie, rozpoczętą przez Arciszewskiego, i za jego sprawą między 1650 a 1651 rokiem wzniesiono kilka budynków, w tym murowaną szopę dla parku pontonowego. Oprócz tego wprowadził do użytku nowy rodzaj działa regimentowego, lżejszego i wzorowanego na tych stosowanych w armii szwedzkiej. Do ich przemieszczania wystarczyła siła tylko kilku ludzi, stąd mogły towarzyszyć piechocie w natarciu. Wedle Summaryusza armaty koronnej, przygotowanego na sejm 1651 roku, stan liczebny wszystkich dział wynosił 350, choć były wśród nich i egzemplarze mocno przestarzałych typów armat. Z dokumentu tego wynika także, że Przyjemski dbał o zaopatrzenie arsenałów w amunicję i proch, przeprowadzał także ćwiczenia puszkarzy w celnym strzelaniu. Planował również założenie głównej prochowni w Siemianówku koło Szczerca, czego jednak nie zdołał zrealizować.

### Kampania 1651 roku
W maju 1651 roku stawił się w Sokalu, gdzie koncentrowała się armii koronna pod dowództwem Jana Kazimierza i jako pisarz polny przeprowadzał popis jednostek zaciężnych autoramentu narodowego i cudzoziemskiego (na przełomie maja i czerwca). W składzie tych sił znalazł się jego regiment dragonii. Przyjemski miał wówczas duży wpływ na króla i należał do nieformalnej rady, która pomagała monarsze w dowodzeniu jego pułkiem, największym spośród dziesięciu na jakie podzielone wojsko zaciężne, jak i przygotowywała plany oraz rozkazy dla dalszej kampanii. Podczas narad w Sokalu król okazywał generałowi artylerii szczególną zażyłość, lekceważąc przy tym obu hetmanów, wielkiego Mikołaja Potockiego i polnego Marcina Kalinowskiego. Przyjemski należał do dowódców popierających pomysł przesunięcia armii do Beresteczka.
6 czerwca znalazł się prawdopodobnie w grupie jazdy Aleksandra Koniecpolskiego, która została wysłana w kierunku tej miejscowości, a jego zadaniem było wytypowanie miejsca dogodnego do założenia obozu. Ze względu na wieści o bliskim zagrożeniu kozacko-tatarskim wstrzymano wymarsz całej armii, a Przyjemski miał zająć się budową nowego mostu na Bugu, który przepływał przez Sokal, tak by zapewnić lepszą komunikację na wypadek ataku nieprzyjaciela. Kiedy informacje o przeciwniku okazały się nieprawdziwe, Jan Kazimierz wrócił do koncepcji przemarszu pod Beresteczko. Pierwotnie zamierzał, by armia szła komunikiem, zostawiając całe tabory w Sokalu, wywołało to jednak niezadowolenie pospolitego ruszenia. Monarcha odniósł się niechętnie do sprzeciwu szlachty, jednak to Przyjemski, wręcz błaganiami, przekonał go do zmiany zdania. Miała nim kierować obawa o wybuch rokoszu, ale mogły stać za tym również inne argumenty, natury czysto wojskowej.
Wymarsz nastąpił 15 czerwca, armia koronna, zgodnie z radą generała artylerii, zostały podzielona na trzy dywizje, które miały maszerować różnymi drogami. Dla usprawnienia przemieszczania taborów wozy każdego z oddziałów zostały pomalowane na kolor, który mu przyporządkowano, a dowódcy otrzymali schematy przedstawiające trasę, którą mieli pokonać. To rozwiązanie, zaczerpnięte z armii holenderskiej, na rozkaz króla wprowadził Przyjemski, który także przygotował wspomniane schematy.
W czasie marszu pod Beresteczko odbywały się ćwiczenia, zapoczątkowane przez króla jeszcze w obozie sokalskim. 17 czerwca na dogodnym terenie szkolono oddziały w ustawianiu szyku bojowego, oficerowie posługiwali się przy tym rysunkami uszykowania wojsk w marszu i bitwie, które zapewne przygotował Przyjemski oraz Krzysztof Houwaldt. Po dotarciu do Beresteczka zajął się budową trzech mostów przez rzekę Styr, które zostały szybko ustawione, umożliwiając przeprawę armii.
W drugim dniu bitwy (29 czerwca) miał dowodzić piechotę i artylerią ustawioną na obozowych szańcach. Podczas wieczornej narady tego dnia mocno popierał, podobnie jak Houwaldt, generał piechoty Bogusław Radziwiłł czy Stefan Czarniecki, ówczesny porucznik hetmańskiej chorągwi husarskiej, kontynuowanie walki następnego dnia i ustawienie centrum armii w szyku holenderskim, w którym skwadrony piechoty i jazdy tworzyły szachownicę. Być może to on, sam lub z Houwaldtem, był pomysłodawcą takiego uszykowania armii.
30 czerwca, w trzecim dniu bitwy, dowodził całością artylerii ustawionej przed pierwszą linią wojsk w centrum, w składzie której znalazły się także wprowadzone przez niego nowe działa regimentowe. Skutecznie prowadził ostrzał pozycji przeciwnika przez kilka godzin, kiedy obie strony stały naprzeciw siebie w bezruchu, jak i podczas natarcia armii koronnej. Ogień artylerii miał duży wpływ na zwycięstwo nad siłami kozacko-tatarskimi.
Po Beresteczku i zdobyciu kozackiego taboru (10 lipca) Przyjemski uczestniczył w dalszym ciągu kampanii pod dowództwem hetmana Potockiego. Na jego polecenie przygotował i przeprowadził szturm Trylisów 24 sierpnia, zakończony rzezią obrońców oraz mieszkańców miasteczka. Pierwszego dnia bitwy pod Białą Cerkwią (23 września) zajmował się ustawieniem szyku bojowego, a jego artyleria włączyła się do walki pod koniec zmagań. Natomiast w drugim dniu skutecznie kierował piechotą w powstrzymaniu atak Tatarów na obóz wojsk koronnych. Po zawarciu ugody z Kozakami przygotowywał szyk marszowy do odwrotu armii.

### Batoh i śmierć
W styczniu 1652 roku, podczas sejmu, opozycja antykrólewska zaatakowało go za trzymanie w jednej ręce dwóch ważnych stanowisk oraz zarzuciła mu niedokładne prowadzenie rejestrów. Przyjemski zapewne nie uczestniczył w obradach i przebywał wtedy na Ukrainie.
W maju tego roku stawił się w obozie pod Batohem, gdzie hetman Kalinowski koncentrował siły, by powstrzymać wyprawę Chmielnickiego i Tatarów na Mołdawię. Przyprowadził ze sobą oddziały autoramentu cudzoziemskiego i artylerię. Obóz był już zatoczony, a jego rozmiary, wedle kroniki Wawrzyńca Rudawskiego, miały zaskoczyć Przyjemskiego i skłonić go do ostrego wypytywania hetmana, czemu zdecydował się na tak duże obozowisko. Podobnie jak Jan Odrzywolski próbował namówić Kalinowskiego na przeniesienie się z obozem do Bracławia lub Rajgrodu, lecz bezskutecznie. Generał artylerii był chyba najbardziej doświadczonym spośród podkomendnych Kalinowskiego i cieszył się autorytetem wśród żołnierzy. Być może dostrzegał, że w wybrane miejsce od razu zdradzało przeciwnikowi zamiary strony polskiej (położone na szlaku mohylewskim z Czehrynia do Mołdawii), która traciła przez to element zaskoczenia. 
Jeszcze przed rozpoczęciem bitwy (31 maja) lub nocą po pierwszym dniu walki (1 czerwca), podczas narady wojennej, zaproponował (zgodnie z przekazami Joachima Jerlicza i Kochowskiego), by wycofać się do Bracławia lub dokonać podziału sił. Hetman z całą jazdą miał opuścić obóz i poza zasięgiem nieprzyjaciela zgromadzić wszystkie siły, które do tej pory nie dotarły, natomiast pomniejszonego obozu pod Batohem miała bronić piechota i artyleria, aż do momentu, gdy Kalinowski powróci z odsieczą. Przyjemski zadeklarował, że obejmie dowództwo nad pozostawionymi oddziałami i z odpowiednią ilością żywności oraz amunicji będzie się w stanie bronić nawet przez dwa miesiące. Większość uczestników narady przychylnie oceniła jego pomysł, jednak hetman go odrzucił. Być może przyczyniła się do tego niechęć, jaką czuł wobec generała od czasów Beresteczka, kiedy to król bardziej się liczył ze zdaniem Przyjemskiego czy też wręcz zazdrość wobec jego umiejętności i dobrej opinii w wojsku. Możliwe jednak ze za decyzją Kalinowskiego stały inne powody, jak pamięć krytyki ze strony króla za zbyt pośpieszny odwrót z Bracławszczyzny wiosną 1651 roku.
Plan ten bywa oceniany jako realny, skoro zgłosił go tak doświadczony oficer lub też jako wyraz defetyzmu, który ogarnął armię. Być może Przyjemski wysunął go, bowiem dostrzegał niepewną postawę jazdy, która w jego ocenie nie dawała szans na sukces, gdyby pozostała pod Batohem. W każdym razie odrzucenie jego planu wpłynęło na wzrost niezadowolenie wśród żołnierzy i stało się jedną z przyczyn buntu przeciw komendzie Kalinowskiego.
Drugiego dnia bitwy Przyjemski, wedle przekazu Kochowskiego, dowodził piechotą autoramentu cudzoziemskiego i częścią artylerii, która broniła obozu od strony północno-zachodniej, od jego tyłów i rozciągającego się tam lasu. W trakcie walki domagał się posiłków od hetmana, lecz ten nie był w stanie ich przesłać. Według relacji Stanisława Temberskiego piechota Przyjemskiego walczyła się najdłużej, nawet gdy Kozacy i Tatarzy przełamali polską obronę na innym odcinku. Możliwe, że desperacki opór jego żołnierzy trwał do rana 3 czerwca. 
Generał artylerii znalazł się w niewoli i wkrótce spotkał go los większości jeńców, którzy zostali wymordowani na rozkaz Chmielnickiego między 3 a 5 czerwca. Wedle kroniki Rudawskiego doprowadzono go, razem z Markiem Sobieskim i Samuelem Kalinowskim, przed oblicze kozackiego hetmana. „Przyjemski gdy usilnie zaklinał Chmielnickiego zaprzestać rozlewu krwi chrześcijańskiej, powolnemi razami został zakłuty (...)”.
Zmarł bezdzietnie, zapewne nigdy się nie ożenił.

## Ocena i nawiązania w kulturze
Zygmunt Przyjemski uznawany jest za jednego z wybitniejszych dowódców swoich czasów, stawianym na równi z Krzysztofem Arciszewskim czy Krzysztofem Grodzickim. W kampanii 1649 roku (przy założeniu, że wziął w niej czynny udział) wykazał wysokie umiejętności, jeśli chodzi o wznoszenie fortyfikacji polowych. Zdolnościami dowódczymi popisał się pod Beresteczkiem, umiejętnie operując artylerią, dzięki czemu dobrze współdziałała z piechotą i jazdą. Jego wkład w odniesione zwycięstwo był wielki, zwłaszcza w złamaniu chęci do walki u Tatarów , jest porównywalny z zasługami Jeremiego Wiśniowieckiego. J. Wimmer za prawdopodobne uznał przypisanie mu autorstwa całego planu bitwy.
W powieści Henryka Sienkiewicza Ogniem i mieczem występuje postać generała artylerii Przyjemskiego, w której pisarz połączył epizody z życiorysów Zygmunta i Krzysztofa, bazując na pracach historyków, którzy ich nie rozróżniali. Pojawia się lub jest wzmiankowana w tomie II, w rozdziałach 24–28 oraz epilogu.
Postać Zygmunta Przyjemskiego została także wykorzystana w powieście Bohun Jacka Komudy, poświęconej bitwie pod Batohem.